# Michael Moser (Fotograf)

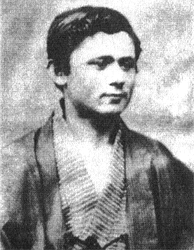
Selbstporträt von Michael Moser

Michael Moser (* 3. Mai 1853; † 24. November 1912 in Bad Aussee) war ein österreichischer Fotograf.
Der aus Altaussee stammende Moser verbrachte – ungewöhnlich für seine Zeit – einige Jahre in Japan, wo er zahlreiche Bilder von Land und Leuten schoss.

## Biografie
Michael Moser wurde als Sohn von Joachim und Eva Moser geboren. Der Vater arbeitete im Salzbergwerk und betätigte sich zum Aufbessern des Familieneinkommens als Holzschnitzer. Deshalb wurde der Wiener Fotograf Wilhelm Burger, der in Altaussee Landschaftsaufnahmen machte und ein Holzgestell für seinen Fotoapparat benötigte, an Moser verwiesen, wo er auch den jungen Michael kennenlernte. Angetan von dessen Fleiß und Begeisterung nahm er den 14-Jährigen als Photographenlehrling 1867 mit nach Wien. Als Burger dann 1868 zum Expeditionsphotographen der K.K.-Mission nach Ostasien bestellt wurde, die den Abschluss von Handels- und Schifffahrtsverträgen zum Ziel hatte, nahm er Moser als Gehilfen mit.
Am 18. Oktober 1868 stachen die Fregatte „Donau“ und die Schraubenkorvette „Erzherzog Friedrich“ von Triest aus in See. Die Fahrt ging über Ragusa, Messina, Algier, Gibraltar, Tanger und Teneriffa; am 20. Dezember passierte man den Äquator. Am 26. Jänner trafen die Schiffe in Kapstadt ein, wo sie 23 Tage blieben. Die Weiterreise erfolgte über Java und Singapur nach Bangkok, wo die Expedition sich fast einen Monat aufhielt und zu einer Audienz beim König von Siam vorgelassen wurde, der mit seinem Gefolge auch die „Donau“ besichtigte.
Von Bangkok ging die Fahrt nach Saigon, Hongkong und Shanghai, von wo die Schiffe am 31. August nach Japan aufbrachen und am 2. Oktober in Yokohama anlegten. Als die beiden Schiffe am 14. November 1869 wieder die Rückfahrt antraten, blieb Michael Moser in Japan. Die Aussicht, in Altaussee nur Arbeit im Salzbergwerk zu finden und seine große Anfälligkeit für die Seekrankheit bei den langen Schiffsreisen bestärkten seinen Entschluss.
In Japan hielt sich Moser zunächst als Kellnerbursche in der Hafenkneipe eines Russen über Wasser, dann machte ihm ein Wirtshausgast aus Frankreich den Vorschlag, gemeinsam ein Photoatelier einzurichten. Als dieses in einem Taifun zerstört wurde, wandte sich Moser an Mr. Black, den Herausgeber der illustrierten Monatsschrift „Japan Gazette/Far East“. Dieser nahm sich seiner an und Moser begann, in Japan herumzureisen, Aufnahmen von Land und Leuten zu machen und sich Sprachkenntnisse anzueignen. In erstaunlich kurzer Zeit lernte er Japanisch perfekt in Wort und Schrift, Englisch, Italienisch und etwas Französisch.
Als die japanische Regierung beschloss, an der Wiener Weltausstellung 1873 teilzunehmen, wurde Michael Moser zum Dolmetscher bestellt. Die Delegation unter Leitung von Sano Tsunetami, des ersten japanischen Gesandten in Wien, traf Ende März ein und im Juni jenes Jahres erhielt Moser die Möglichkeit, einige Tage lang seine Familie in Altaussee zu besuchen. Nach dem Ende der Weltausstellung reiste Moser nach Venedig, wo er beim Photographen Carl Naya die Technik des „Mondschein-Photographierens“ erlernte. Nach einem weiteren Kurzaufenthalt in seiner Heimatstadt trat er die Rückreise nach Japan an.
Dort wurde Moser als Photograph in Regierungsdiensten angestellt und konnte sich im Fremdenviertel von Edo, dem heutigen Tokyo, ansiedeln. Durch Sano Tsunetami wurde ihm auch die große Ehre zuteil, dem Kaiserpaar vorgestellt zu werden. 1876 reiste er mit einer japanischen Delegation nach Philadelphia, wo wiederum seine Talente als Dolmetscher für die Centennial Exhibition in Anspruch genommen wurden. Dort erkrankte Moser jedoch an typhösem Nervenfieber und nach längerem Krankenhausaufenthalt entschloss er sich, in seine Heimat zurückzukehren.
Am 1. Februar 1877 traf er in Altaussee ein, wo er gemeinsam mit seinem Bruder Eusebius im Elternhaus ein Photoatelier eröffnete. In einem Raum des Hauses richtete er ein „Japanisches Kabinett“ mit den aus Japan mitgebrachten Kunstgegenständen ein. 1878 wurde Moser nochmals für die japanische Regierung tätig und wirkte als Dolmetscher bei der Pariser Weltausstellung.
1880 errichtete er schließlich ein Atelier in Bad Aussee und erhielt den Silbernen Staatspreis für seine photographischen Arbeiten. Später folgten Anerkennungsdiplome vom K.K.-Museum in Wien (1881) und bei der Landesausstellung in Graz (1890). 1889 heiratete er Franziska Fruhwirth, ein Jahr später wurde der einzige Sohn Philipp geboren. Neben seiner photographischen Tätigkeit war Moser auch als Mitglied der Kurkommission aktiv. Am 24. November 1912 verstarb Michael Moser 59-jährig in Bad Aussee.
An seinem Atelier in der Ischler Straße 191 in Bad Aussee, in dem sich heute (und bereits seit Jahrzehnten) das Laimer Schuhaus befindet, befindet sich eine Gedenktafel, die an den Ausseer Fotografen erinnert.